# Comoras en los Juegos Olímpicos de Atenas 2004
Comoras estuvo representada en los Juegos Olímpicos de Atenas 2004 por tres deportistas, dos hombres y una mujer, que compitieron en dos  deportes.
El portador de la bandera en la ceremonia de apertura fue el atleta Hadhari Djaffar. El equipo olímpico comorense no obtuvo ninguna medalla en estos Juegos.